# Formații rock 10
Formații rock 10 reprezintă al zecelea disc al seriei Formații rock și a fost editat de casa de discuri Electrecord din România în anul 1987. Pe acest disc apar formațiile Medusa din Medgidia și Modul din București, fiecare dintre ele ocupând câte o față a LP-ului.

## Lista pistelor
Fața 1 (Medusa):
1. Sunt (Marian Vechiu / Virgil Carianopol)
2. Adolescenții (Marian Vechiu / Nichita Stănescu)
3. Fluturele (Marian Vechiu / Ion Brad)
4. Permanență (Marian Vechiu / Virgil Carianopol)
5. Ninge (Marian Vechiu / Virgil Carianopol)
6. Amurg (Marian Vechiu / George Bacovia)

Fața 2 (Modul):
1. Împlinire (Goșa Bucur / Goșa Bucur)
2. Învingătorul (Emil Grădinescu, Goșa Bucur / Adriana Cașu)
3. Chipul tău (Goșa Bucur / Goșa Bucur)
4. Grădini suspendate (Emil Grădinescu / Ion Brad)
5. Astrul păcii (Emil Grădinescu, Goșa Bucur, Radu Cartianu / Adriana Cașu)
6. Acum (instrumental) (Emil Grădinescu, Goșa Bucur)

## Componența formațiilor
Medusa (Medgidia):
- Marian Vechiu – chitară, voce
- Tudorel Rîpă – chitară bas, voce
- Tomis Tache – claviaturi, voce
- Nicu Mogilă – percuție
- Liliana Crează – voce

Modul (București):
- Goșa Bucur – chitară, voce, pian
- Mihaela Bucur – voce
- Emil Grădinescu – percuție
- Radu Cartianu – chitară bas
- Cătălin Șerbănescu – claviaturi [1]